# 國家檔案館
國家檔案館收藏該國重要的檔案資料，典藏一國政府機關所產生的檔案，尤其是中央政府機關，最終目的是提供該國民眾利用，為檔案館的一種。國家檔案館最早起源自法國大革命，由法國首創，後來為歐洲國家及世界其他國家效仿。

## 概念發展

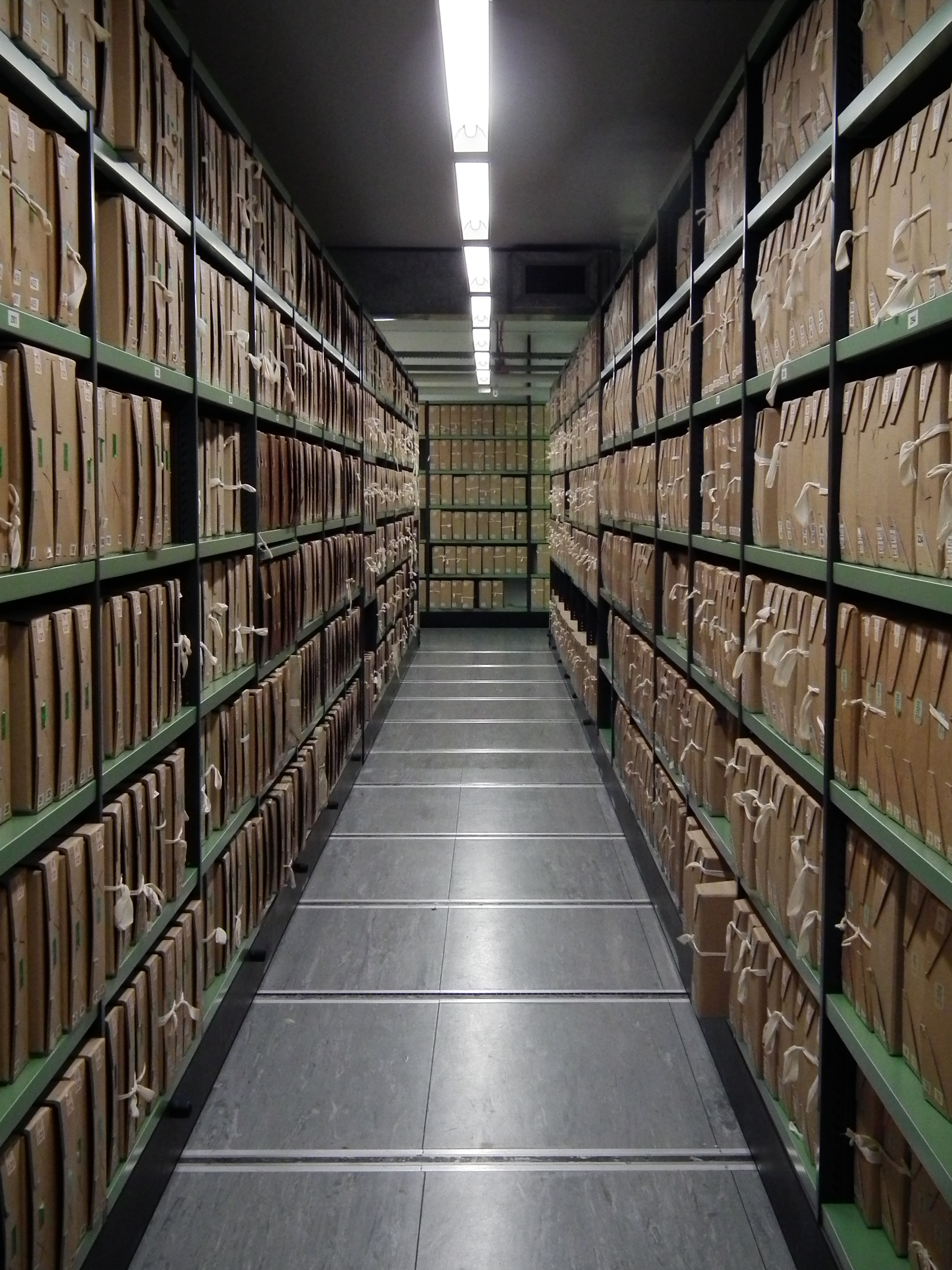
「雖然國家檔案館最為基本和必備的任務是為政府自身的利益服務，並保存和提供保護公民權利的證據，但它還有其他遠大重要的職責。其中最重要的是作為啟蒙來源，為社會各個群體帶來進步。」

從中世紀到近現代，由王室和教會機構產生的檔案作為「真實的堡壘」，保留了政治和家譜主張的證據。逐漸興起的啟蒙時代，受到利奧波德·馮·蘭克的影響，將歷史研究視為一門科學而非文學，使檔案成為嚴肅歷史研究的關注焦點。:23–24在18世紀末，老舊記錄的儲存被細分。流通性檔案（法語：archives courantes）的商業記錄成為記錄管理（Records management）的領域，而歷史性檔案（法語：archives historiques）中具文化重要性的文獻，成為近代西方文明所構想的檔案的核心。:viii–ix隨著檔案館作為證實歷史敘述功能的流行程度增加，國家檔案館的目的被設定為講述他們各自的國家故事。:152–153例如，西班牙國家歷史檔案館在創建時排除了當代記錄，而傾向於保存已不存在機構的檔案，作為國家的文化遺產。:21歷史學家尼古拉斯·德克斯（Nicholas Dirks）表示，國家檔案館是「國家歷史遺跡的主要場所」。:124
19世紀的檔案集中管理，是20世紀國族主義的前兆，這受到一些人的批評。歷史學家克雷格·羅伯森（Craig Robertson）認為「檔案館並非毫無價值判斷地儲藏文獻；反而，透過檔案管理的實踐活動，捕捉到的對象被轉化為知識。」他表示「對國家檔案館的歷史性看待，可以明確顯示檔案館如何創造國家敘事，更重要的是，國族性格（national characters）優先考慮和偏好特定的故事和人群。」:70-71
檔案館員作為記錄保管者的概念起源於19世紀末，由希拉里·詹金森提倡。他的概念是「檔案館員不是，也不應該是歷史學家」，檔案館員「首先是他的檔案的僕人，然後是作為學生的公眾群體」:106–107，反映了檔案館員應主要作為記錄的客觀保管者。這與檔案館之前是在裝點政治人物歷史和其他富有贊助者歷史的作法不同。國家檔案館保存記錄因此會是一種共通的科層體制規範，而不是為達到預先決定好的目的，只保留經過選擇的少數檔案。:37–39詹金森還指出，不該讓文獻來源零散不全，應當維護「檔案全宗」自成的完整性。:84
政治對檔案行政管理的影響，在獨裁國家和民主國家中都很普遍。:163–164